# 水野忠彦
水野 忠彦（みずの ただひこ、1945年 - ）は、原子力工学者。工学博士。専門は電気化学、応用物理学、金属工学、原子物理学。2009年まで北海道大学 大学院工学研究科・工学部・エネルギー環境システムにて助教。2009年以来、常温核融合の実用化研究機関である水素技術応用開発株式会社、代表。常温核融合研究の世界的第一人者の一人。北海道旭川市生まれ。

## 略歴
- 1945年 北海道旭川市生まれ
- 1968年 北海道大学 工学部応用物理学科卒業
- 1973年 北海道大学 工学部博士課程応用物理学科専攻単位取得退学
- 1973年 北海道大学 大学院工学研究科エネルギー専攻助手
- 1976年 北海道大学 工学博士 （博士論文：「d,n反応法によるチタン表面における水素化物の生成過程に関する研究 」）（3月）[6]
- 2009年 北海道大学 大学院工学研究科・工学部・エネルギー環境システム助教 退官
- 2009年 水素技術応用開発(HEAD)株式会社　代表就任[7]
- 2024年 クールフュージョン株式会社設立　代表取締役会長就任[8]

## 受賞歴
- 1995年12月 第3回 熱・電気エネルギー技術財団賞 受賞 受賞論文「Study of transmutation induced by electrochemical electrolysis」 [9]
- 1997年12月 第5回 熱・電気エネルギー技術財団賞 受賞 受賞論文「Excess Energy Generation by Arc Discharge, Estimation of neutron and new elements and Study of scale up for excess energy」 [9]
- 2001年12月 第10回 熱・電気エネルギー技術財団賞 受賞 受賞論文「プラズマ電解法による高効率水素発生の研究」 [9]
- 2004年12月 第12回 熱・電気エネルギー技術財団賞 受賞 受賞論文「放電による有機物混合溶液からの水素発生の研究」 [9]
- 2004年   3月 国際常温核融合学会賞(ジュリアーノ・プレパラータ・メダル)受賞 [1][2][3]

## 著書
和書
- 『日本語版:未来を築く常温核融合』　（監修）LENR-CANR.org、英語版 2004年、日本語版 2007年
- 『環境の理解 地球環境と人間生活』　（編著） 三共出版、2006年、ISBN 4782705174、ISBN 9784782705179
- 『常温核融合-研究者たちの苦悩と成果』　 工学社、2005年、ISBN 4777511294、ISBN 9784777511297
- 『固体内核反応研究No.1』　（共著）工学社、1999年、ISBN 978-4875932291
- 『常温核融合か核変換か』　（IO別冊5、サイバーX、Sept15、104-109）工学社、1998年[10]
- 『常温核融合最前線』　（IO別冊4、サイバーX、June 25、79-86）工学社、1998年[10]
- 『常温核融合研究の新しい展開』　（IO別冊3、サイバーX、May 15、62-69）工学社、1998年[10]
- 『放射能消滅の研究』　（IO別冊2、サイバーX、Feb 25、24-34）工学社、1998年[10]
- 『核変換-常温核融合の真実-』　工学社、1997年、ISBN 4875932146、ISBN 9784875932147

洋書
- 『Cold Fusion And The Future. 2004』　（監修）LENR-CANR.org、2004年[11]
- 『Nuclear Transmutation: The Reality of Cold Fusion』　Infinite Energy Press、1998年、ISBN 978-1892925008

## 所属学会
- 国際常温核融合学会
- 応用物理学会
- 日本原子力学会
- 国際水素エネルギー学会